# Trabala
Trabala là một chi bướm đêm trong họ Lasiocampidae.

## Danh sách loài
Dưới đây là một số loài trong chi Trabala:
- Trabala aethiopica (Strand, 1912)
- Trabala bouraq Holloway, 1987
- Trabala burchardii 	(Dewitz, 1881)
- Trabala charon 	Druce, 1910
- Trabala ganesha Roepke, 1951
- Trabala garuda  Roepke, 1951
- Trabala gautama Roepke, 1951
- Trabala hantu  Roepke, 1951
- Trabala irrorata Moore, 1884
- Trabala krishna Roepke, 1951
- Trabala lambourni Bethune-Baker, 1911
- Trabala pallida (Walker, 1855)
- Trabala prasinophena Tams, 1931
- Trabala rotundapex  Holloway, 1976
- Trabala shiva Roepke, 1951
- Trabala sulphurea (Kollar, 1848)
- Trabala viridana  Joicey & Talbot, 1917
- Trabala vishnou  (Lefèbvre, 1827)